# قائمة زملاء الجمعية الملكية المنتخبين في 2010
هذه الصفحة تعرض قائمة زملاء الجمعية الملكية المُنتخبين لعام 2010.None

## الزملاء
- Hugh F. Durrant-Whyte [الإنجليزية]‏
- نيكولا كلايتون
- Ondrej Krivanek [الإنجليزية]‏
- Richard Evershed [الإنجليزية]‏
- بول براكفيلد
- Lyn Evans [الإنجليزية]‏
- Ezio Rizzardo [الإنجليزية]‏
- Wolf Reik [الإنجليزية]‏
- Eric Wolff [الإنجليزية]‏
- Andrea Brand [الإنجليزية]‏
- Jeremy Hutson [الإنجليزية]‏
- Craig Hawker [الإنجليزية]‏
- جورج جوزيف
- إليانور كامبل
- Max Pettini [الإنجليزية]‏
- بين غرين
- إيان أفليك
- Loren H. Rieseberg [الإنجليزية]‏
- Raymond Joseph Dolan [الإنجليزية]‏
- اليزابيث سمبسون [الإنجليزية]‏
- Philip Candelas [الإنجليزية]‏
- Robin Perutz [الإنجليزية]‏
- جدعون ديفيز
- Gabriel Aeppli [الإنجليزية]‏
- فيكتوريا كاسبي
- Andrew Hattersley [الإنجليزية]‏
- Thomas Platts-Mills [الإنجليزية]‏

## الأعضاء الأجانب
- ديتليف ويجل [الإنجليزية]‏
- Pascale Cossart [الإنجليزية]‏
- كارل جيراسي